# Station Mallow
Station Cork Mallow  is een spoorwegstation in Mallow in het  Ierse graafschap Cork. Het station ligt aan de lijn Dublin - Cork. Vanaf Mallow rijdt tevens
een trein naar Tralee. Naar Dublin en Cork rijdt ieder uur een trein, naar Tralee eens per twee uur.